# 우리 선희
《우리 선희》는 2013년에 개봉한 홍상수 감독의 영화이다.

## 캐스팅
- 정유미 : 선희 역
- 이선균 : 문수 역
- 김상중 : 최동현 교수 역
- 정재영 : 재학 역
- 예지원 : 주현 역
- 이민우 : 상우 역
- 박주희 : 종업원 역
- 안선영 : 대학원생 역
- 고충현 : 배달원 역

## 수상
- 2013년 제66회 로카르노 영화제
  - 감독상 - 홍상수
- 2013년 제14회 부산영화평론가협회상
  - 여우주연상 - 정유미
  - 심사위원특별상 - 홍상수
- 2014년 제23회 부일영화상
  - 감독상 - 홍상수